# Eliza Bennett
Eliza Bennett, född 17 mars 1992 i Reading, är en brittisk skådespelare och sångare. År 2021 började Bennett spela Amanda Carrington i Dynasty.

## Filmografi
- 2004 – Prinsen & jag
- 2005 – Nanny McPhee
- 2007 – Contractor
- 2008 – Bläckhjärta
- 2022 – Do Revenge